# Фейн, Присцилла, графиня Уэстморленд
Присци́лла Анна Фейн, графи́ня Уэ́стморленд (англ. Priscilla Anne Fane, Countess of Westmorland; 1793 — 18 февраля 1879) — британская аристократка и художница, супруга Джона Фейна, 11-го графа Уэстморленд.

## Биография
Присцилла Фейн (урож.Уэллсли-Поул) была младшей дочерью Уильяма Уэллсли-Поула, 3-го графа Морнингтон и Кэтрин Уэллсли-Поул, дочери адмирала Джона Форбса и Мэри Капель.
Присцилла была покровительницей известного художника Уильяма Солтера, у которого также брала уроки живописи. Она выставила шесть своих работ на выставке на Саффолк-стрит, также среди её работ гравюра, изображающая бабушку и трёх её дядей Артура, Ричарда и Генри Уэлсли.
В 1836 году она убедила своего дядю герцога Веллингтона позволить Солтеру нарисовать банкет, организованный герцогом Веллингтоном, в честь 21-летней годовщины победы в битве при Ватерлоо. Картина получила название «Ватерлооский банкет 1836 года», а также включала в себя серию более 70 портретов.
Скончалась 18 февраля 1879 года в возрасте 85/86 лет, была похоронена в Апетропе (Нортгемптоншир).

## Семья
26 июня 1811 года, в возрасте 18 лет, вышла замуж за Джона Фейна, ставшего в 1841 году графом Уэстморленд. У супругов было 7 детей:
- Роуз София Мэри Фейн[англ.] (5 сентября 1834 — 14 февраля 1921), филантроп, была женой Генри Вейгалла;
- Дост. Джон Артур Фейн (12 февраля 1816 — 29 августа 1816);
- Джордж Август Фредерик Август Джон Фейн, лорд Бергерш (18 июня 1819 — 29 апреля 1848);
- Мэри Луиза Присцилла Фейн (24 мая 1822 — 25 марта 1837), умерла в юности;
- Эрнест Фицрой Невилл Фейн, лорд Бергерш (7 января 1824 — 22 июня 1851);
- Фрэнсис Фейн (19 ноября 1825 — 3 августа 1891), 12-й граф Уэстморленд (1859—1891);
- Дост. Джулиан Фейн[англ.] (10 октября 1827 — 19 апреля 1870), дипломат и поэт.